# Blue Bird K4

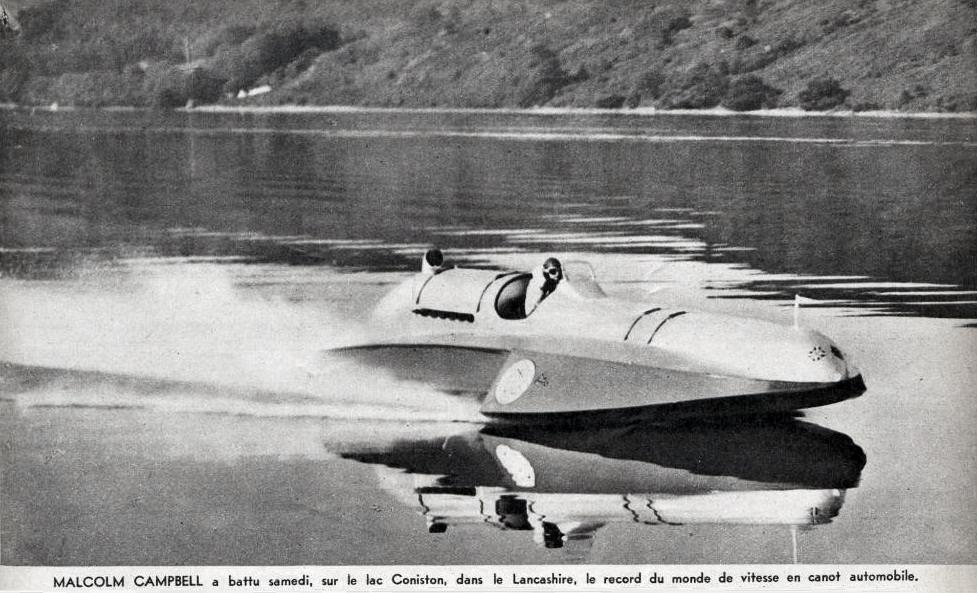
Малколм Кемпбелл 19 серпня 1939 року на Bluebird K4 1.750 CV, під час встановлення світового рекорду швидкості на воді на озері

Blue Bird K4 — рекордовий катер, збудований у 1939 році на замовлення Малколма Кемпбелла, щоб конкурувати з американцями у боротьбі за світовий рекорд швидкості на воді.

## Опис
Назва «K4» була отримана за рейтингом Ллойда Королівської яхтової асоціації і була нанесена на носовій частині корпусу. Так як це був другий човен Кемпбелла, він також був відомий як Blue Bird II. Малколм використовував назву «Blue Bird» для серії автомобілів, на яких встановлював рекорди швидкості на суші, рекордових човнів, а також своєї моторної яхти.
K4 було збудовано фірмою «Vosper & Company» як заміна Blue Bird K3, на якому Малколм Кемпбелл встановив три інших рекорди швидкості на воді до того, як було збудовано K4. Катер також був оснащений таким же двигуном з модельного ряду Rolls-Royce R.

## Конструкція

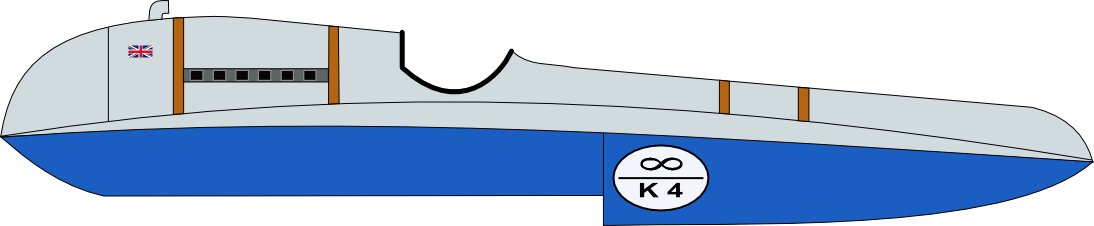
Кресленик Blue Bird K4

K4 являв собою триточковий гідроплан. Звичайні глісуючи моторні човни такі як Miss England чи Blue Bird K3, мають єдиний кіль з виїмкою або «сходинкою», що виступає з нижньої частини корпусу. На швидкості носова частина такого човна піднімається вгору, зменшуючи площу змочування поверхні корпусу і, отже, опір тертя. У триточкового глісера є два чітко розділені поплавці, прикріплені до передньої частини, і третя точка в задній частині корпусу. Коли човен набирає швидкість, більша частина корпусу піднімається з води та спирається на воду лише у цих трьох точках контакту. Ці точки, навіть є меншими за площею, ніж глісуючий корпус однокорпусного гідроплана та викликають ще менший опір. Маючи велику відстань між передніми точками глісування, така конструкція у меншій мірі схильна до нестабільності, що викликається невеликими перешкодами, ніж однокорпусна. Однак, якщо носова частина піднімається вище за допустиму межу безпеки, аеродинамічні сили (а не гідродинамічні сили води) на широкій передній частині корпусу піднімуть її вгору, що призводить до сальто та аварії. Це те, що трапилося як з Stanley Sayres, так і, можливо, з Bluebird K7.

## Рекорд
K4 встановив один світовий рекорд швидкості на воді 19 серпня 1939 року на озері Коністон-Вотер (Ланкашир), достигнувши швидкості 141,740 миль за годину (228,108 км/год або 123,168 вузлів).

## Випробування реактивного двигуна
Після Другої світової війни Малколм Кемпбелл переобладнав K4, встановивши турбореактивний двигун de Havilland Goblin, проте не зміг встановити жодного рекорду. Нова конструкція отримала прізвисько «Коністонський тапок» (англ. The Coniston Slipper).

## Дональд Кемпбелл

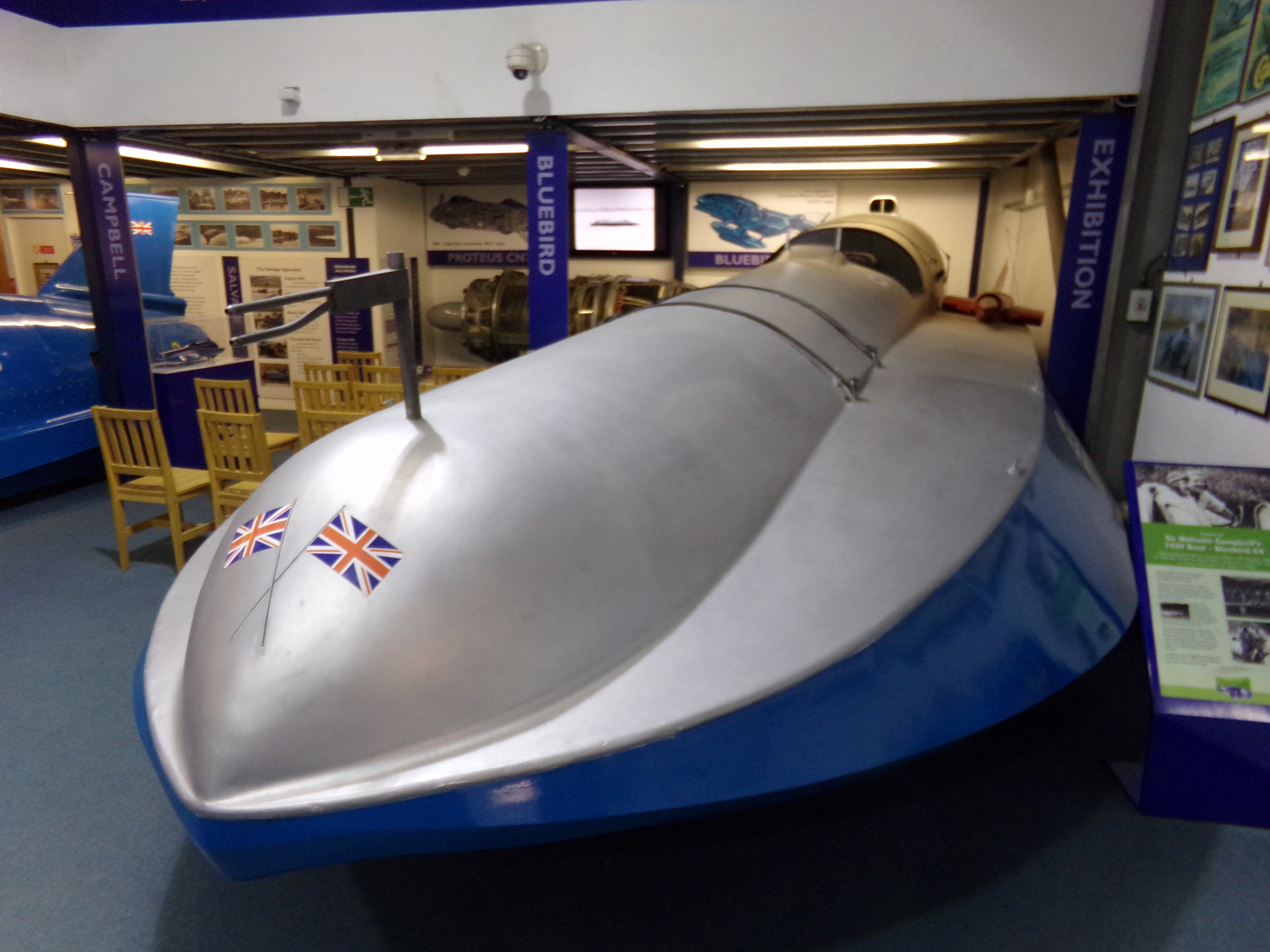
Bluebird K4 (репліка) в поблизу

Дональд Кемпбелл (син Малколма) після смерті батька у 1948 році вирішив побити його рекорд. За умовами заповіту майно сера Малколма, включаючи його рекордовий катер, продали з аукціону, і Дональд був змушений викуповувати його назад. Потім K4 був обладнаний новим гребним гвинтом та одним із попередніх двигунів Rolls-Royce R.
Дональд спробував човен, але вважав його надто повільним, тому після чергової переробки надбудови та остаточного руйнування конструкції в 1951 році, він пересів на новий катер з реактивним двигуном Bluebird K7, на якому він встановив декілька рекордів, а потім загинув під час останньої спроби встановити рекорд у 1967 році.
Репліка K4 в тепер виставлена в експозиції автомобільному музеї Лейкленда (Бекбарроу).